# Tour de Seine-Maritime
Le Tour de Seine-Maritime est une course cycliste par étapes disputée au mois d'août dans le département de Seine-Maritime en Haute-Normandie. Durant son existence, il fait partie du calendrier national de la Fédération française de cyclisme.

## Présentation
Créée en 1981 sous le nom des "Journées cyclistes du Havre", la course prend le nom de "Tour de la Porte Océane" en 1983. Non organisée en 2009 et 2010, elle revient en 2011 sous l'appellation "Trophée de la Porte Océane-Tour de Seine-Maritime".
L'édition 2017 est annulée en raison de problèmes financiers. Depuis cette date, elle n'est plus organisée.

## Palmarès
| Année                       | Vainqueur             | Deuxième            | Troisième            |
| Journées cyclistes du Havre |                       |                     |                      |
| --------------------------- | --------------------- | ------------------- | -------------------- |
| 1981                        | Éric Ragneau          | Martial Marecaille  | Didier Seurin        |
| 1982                        | Dominique Lardin      | Antoine Pétrel      | Pascal Montier       |
| Tour de la Porte Océane     |                       |                     |                      |
| 1983                        | Louis Garneau         | Stéphane Henriet    | Thierry Marie        |
| 1984                        | Marceau Pilon         | Jean-Michel Avril   | Laurent Minard       |
| 1985                        | non disputé           |                     |                      |
| 1986                        | Philippe Adam         | Thierry Bonvoisin   | Alain Taillefer      |
| 1987                        | Pascal Montier        | Alain Taillefer     | Patrick Ferrand      |
| 1988                        | Brandon Wild          | Gérard Henriet      | Christophe Bachelot  |
| 1989                        | Emmanuel Cumont       | Camille Coualan     | Pascal Basset        |
| 1990                        | Hervé Henriet         | Camille Coualan     | Marceau Pilon        |
| 1991                        | Jean-Pierre Bourgeot  | Laurent Eudeline    | Brandon Wild         |
| 1992                        | Maksim Ratnikov       | Dmitri Nelyubin     | Roman Saprykin (en)  |
| 1993                        | Jacek Bodyk           | Brandon Wild        | Andrzej Pozak        |
| 1994                        | Anthony Morin         | Charles Guilbert    | Frédéric Gabriel     |
| 1995                        | Sylvain Briand        | Éric Frutoso        | Éric Bourout         |
| 1996                        | Bertrand Ziegler      | Nicolas Dumont      | Laurent Planchaud    |
| 1997                        | Michel Lallouët       | Walter Bénéteau     | Martial Locatelli    |
| 1998                        | Noan Lelarge          | Christophe Gauthier | Benoît Luminet       |
| 1999                        | Lionel Lorgeou        | Cyrille Prisé       | Christophe Thébault  |
| 2000                        | Laurent Paumier       | Nicolas Méret       | Camille Bouquet      |
| 2001                        | Stéphane Pétilleau    | Stéphan Ravaleu     | Yann Pivois          |
| 2002                        | Mickaël Leveau        | Olivier Grammaire   | Anthony Testa        |
| 2003                        | Frédéric Delalande    | Sébastien Duret     | Stéphane Bonsergent  |
| 2004                        | Olivier Grammaire     | Tony Cavet          | Tarmo Raudsepp       |
| 2005                        | Jean-François Laroche | Stéphane Cougé      | Nick Reistad         |
| 2006                        | Franck Vermeulen      | Jorge Soto          | Nick Reistad         |
| 2007                        | Olivier Nari          | Jorge Soto          | Jérémie Dérangère    |
| 2008                        | Samuel Plouhinec      | Gaylord Cumont      | Frédéric Lubach      |
| 2009-2010                   | non disputé           |                     |                      |
| Tour de Seine-Maritime      |                       |                     |                      |
| 2011                        | Anthony Saux          | Jérémy Cornu        | Clément Saint-Martin |
| 2012                        | Benoît Poitevin       | Erwan Brenterch     | Stéphane Rossetto    |
| 2013                        | Benoît Sinner         | Alo Jakin           | Guillaume Thévenot   |
| 2014                        | Romain Cardis         | Guillaume Thévenot  | Fabien Grellier      |
| 2015                        | Jérémy Cornu          | Lilian Calmejane    | Dylan Kowalski       |
| 2016                        | Risto Raid            | Christopher Piry    | Michael Vink         |
| 2017                        | annulé                |                     |                      |